# Las Lomas (Valdefresno)
Las Lomas es un núcleo de población español, perteneciente a la localidad de Golpejar de la Sobarriba, municipio de Valdefresno, en la provincia de León y la comarca de La Sobarriba, en la Comunidad Autónoma de Castilla y León.
Los terrenos de Las Lomas limitan con los de Villamoros de las Regueras al norte, Golpejar de la Sobarriba al este, Corbillos de la Sobarriba al sureste, Puente Castro al sur, León al oeste y Villaobispo de las Regueras al noroeste, también cuenta con unas estupendas vistas a León.